# آلبرتو آسیرلی
آلبرتو آسیرلی (ایتالیایی: Alberto Assirelli; ۳۱ اوت ۱۹۳۶ – ۱ آوریل ۲۰۱۷) دوچرخه‌سوار اهل ایتالیا بود.